# 神保あつし
神保 あつし（じんぼ あつし、1949年10月1日 - ）は日本の漫画家。本名は神保厚。4コマ漫画を主に描いている。

## 来歴・人物
新潟県燕市出身、新潟県立三条高等学校卒業、東京デザインカレッジ・漫画科で学ぶ。東京デザインカレッジ在学中には『COM』1968年9月号付属の『ぐらこん5』に同人誌優秀作品として「わるもの君」が掲載された。その後虫プロ商事、新潟デザインセンターを経て独立し、現在に至る。
4コマ漫画のため単行本化された作品は少ないがキャリアは長く、日本農業新聞連載の『ゴリパパ一家』は1987年10月1日より始まり、2017年5月1日で通算1万回を突破。同年に日本農業新聞創刊90周年記念作品として10分間アニメ『ゴリパパ一家の農業はオモシロイ』が製作された。

## 作品
- 週刊漫画ゴラク（日本文芸社）
  - フィーバー課長
  - ドカバン社長
  - 家電のデンさん（連載中）
- ゴルフレッスンコミック（日本文芸社）
  - ニアピンでダバ
- 漫画パチンコ大連勝（日本文芸社）
  - カクヘン課長（雑誌休刊により終了）
- 日本農業新聞（日本農業新聞社）
  - ゴリパパ一家(1987年10月1日～連載中)
- 月刊致知（致知出版社）
  - うちの社長の器学
- 将棋世界（日本将棋連盟出版部）
  - と金の将ちゃん(1990年8月号～2024年9月号）
- 増刊大衆（双葉社）
  - ハナマル課長
- 月刊バレーボール（日本文化出版） 
  - ネットちゃん
- 月刊バスケットボール（日本文化出版）
  - 笑登くん
- 月刊ビルクリーニング（クリーンシステム科学研究所） 
  - モップさん
- 月刊ウォーＡ組（サン出版）
  - 居酒屋豪チン
- 月刊釣れる本（株式会社ナガシマ）
  - 花板岩さん

### その他
- 「文化放送」テレビCM（1991年） - キャラクターデザイン